# Magna Carta (gruppo musicale)
I Magna Carta sono una band acustica britannica.

## Storia
I Magna Carta si formarono a Londra nell'aprile 1969; il loro primo concerto fu il 10 maggio dello stesso anno, nella formazione a trio composta da Chris Simpson (voce, chitarre), Lyell Tranter (voce, chitarre), e Glen Stuart (voce), che realizzò pochi mesi dopo l'omonimo album di debutto per la Mercury e, nel 1970, Seasons per la Vertigo.
Nel 1971 si aggiunse alla formazione Davey Johnstone alla voce e alla chitarra, e il quartetto pubblicò Songs from Wasties Orchard; dopo il live del 1972 Johnstone lasciò il gruppo per entrare nella band di Elton John.
Il gruppo, con vari cambi di formazione e molti album incisi in studio e dal vivo è ancora attivo.

## Discografia

### Album in studio
- 1969: Magna Carta (Mercury)
- 1970: Seasons (Vertigo)
- 1971: Songs from Wasties Orchard (Vertigo)
- 1973: Lord of the Ages (1973)
- 1976: Took A Long Time (1976)
- 1977: Martin's Café (1977)
- 1978: Prisoners on the Line (1978)
- 1979: No Truth in the Rumour (1979)
- 1982: Midnight Blue (1982)
- 1983: Sweet Deceiver (1983)
- 1988: One to One (1988)
- 1992: Heartlands (1992)
- 2001: Seasons in the Tide (2001)
- 2005: In Tomorrow (2CDs e 1 DVD) (2005)
- 2015: The Fields of Eden (2015)

### ALbum dal vivo
- 1972: In Concert
- 1978: Live in Bergen
- 1993: State of the Art
- 1995: Live at the BBC
- 1999: Live at Grassington
- 2000: Evergreen
- 2000: Forever
- 2002: A Touch of Class